# Августин (Виноградский)
Архиепи́скоп Августи́н (в миру — Алексе́й Васи́льевич Виногра́дский; 6 [17] марта 1766, Москва — 3 [15] марта 1819, Москва) — епископ Православной российской церкви; с 19 февраля (3 марта) 1818 года архиепископ Московский и Коломенский.

## Биография
Родился в Москве 6 (17) марта 1766 года. Его отец — Василий Михайлов, священник церкви Дмитрия Солунского на Ильинке и иконописец.
Начал своё образование в Перервинской семинарии и окончил с отличием в Славяно-греко-латинской академии. По окончании обучения стал учителем в Перервинской семинарии, а в 1788 году был определён в семинарию в Троице-Сергиевой Лавре учителем риторики; в 1792 году стал префектом и учителем философии семинарии. В 1794 году в возрасте 28 лет был пострижен в монашество и наречён Августином. В 1795 году стал ректором и учителем богословия Троицкой семинарии.
30 апреля 1797 года император Павел I, после коронации, посещал Троице-Сергиеву Лавру. По этому случаю Августин прочитал благодарственную речь; за эту речь и успехи студентов ректору Августину были пожалованы монархом золотые с бриллиантами часы. В следующем году, 21 ноября, был посвящён в архимандриты Можайского Лужецкого монастыря, в 1801 году переведён в Московский Богоявленский с сохранением прежних должностей. В том же году при коронации Александра I был награждён орденом Св. Анны 2-й степени за усердие и успехи в воспитании юношества. С января 1802 года — ректор и учитель богословия Славяно-греко-латинской академии и архимандрит Заиконоспасского монастыря.
В 1804 году был вызван для служения в Санкт-Петербург, но 7 февраля в Александро-Невской лавре был хиротонисан в епископа Дмитровского и викария Московской епархии и вернулся в Москву; 18 ноября 1806 года был награждён орденом Св. Анны 1-й степени, в 1807 году — панагией, украшенной бриллиантами.
Роль викарного епископа Августина в решении епархиальных дел возрастала постоянно. Это было связано с тем, что митрополит Платон много времени проводил в Петербурге в Святейшем Синоде, а чуть позднее здоровье правящего епископа Москвы стало ухудшаться. Уже с 1796 года епископ Августин руководил Московской епархией, а фактически правящим архиереем стал 13 июня 1811 года с позволения монарха, митрополит Платон, по состоянию здоровья, передал ему дела. При всём этом он сохранял сыновнее отношение к митрополиту Платону. Он говорил, что по каждому вопросу испрашивал благословения у владыки, хотя и мог решать самостоятельно.
14 июля 1812 года он получил орден Святого Александра Невского.

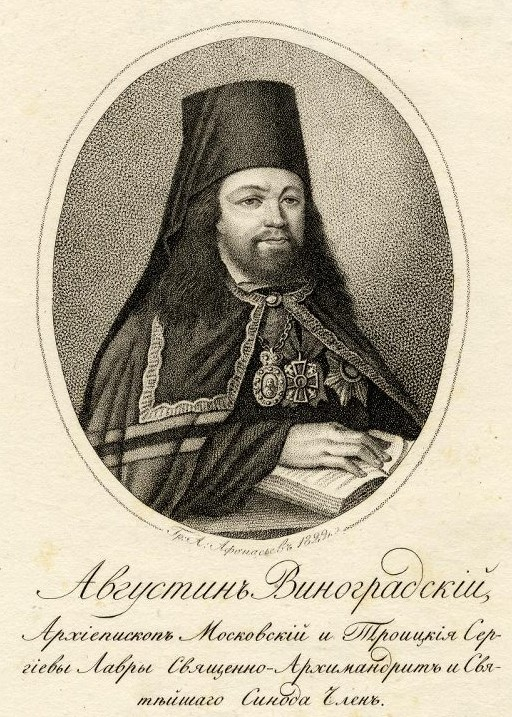
Августин (Виноградский), архиепископ Московский и Коломенский. Гравюра 1822 г.

С наилучшей стороны проявил себя во время войны 1812 года, за что 30 августа 1814 года был возведён в сан архиепископа Дмитровского, назначен архимандритом Троицкой-Сергиевой Лавры, стал членом Святейшего Синода и стал именоваться управляющим Московской митрополии.
В 5-ю годовщину изгнания Наполеона из Москвы, 12 октября 1817 года, принимал участие в закладке храма во имя Спасителя на Воробьёвых горах, по совершении которой, произнёс следующую речь:

Где мы? что мы видим? что мы делаем? Где мы? На том месте, на коем в дванадесятое лето сия древняя столица с ужасом узрела пламенник, неприятельскою рукою вожженный на истребление её. Узрела и, преклонив поседевшее чело, умоляла Господа, да будет она искупительною жертвою своего отечества.

19 февраля 1818 года был пожалован саном архиепископа Московского и Коломенского.
Был цензором духовных книг, говорил блестящие речи и писал на латыни стихи. С 16 января 1812 года был почётным членом Общества любителей российской словесности.
Скончался 3 (15) апреля 1819 года в Москве на Троицком подворье; отпевание было совершено в соборе Чудова монастыря. Похоронен в Успенском соборе Троице-Сергиевой Лавры.

## В литературе
- Николай Лесков в своём очерке «Из мелочей архиерейской жизни» цитирует заметку из журнала «Русский вестник» в которой даётся такая характеристика архиепископа.

Преосв. Августин имел много превосходных качеств: он был весьма строг, но справедлив; консисторию держал в ежовых рукавицах, и белое духовенство, в то время грубое и распущенное, его трепетало. Он иногда по-отечески бивал своею тростью, а не то и руками

Но большая часть очерка посвящена оригинальной версии причин смерти Августина.
- Упоминание Августина встречается в романе Льва Толстого «Война и мир».